# Збоншинь
Збоншинь (пол. Zbąszyń, нім. Bentschen) — місто в західній Польщі, над озером Блендно і на річці Обра.

## Демографія
Демографічна структура станом на 31 березня 2011 року:
|          | Загалом | Допрацездатний вік | Працездатний вік | Постпрацездатний вік |
| -------- | ------- | ------------------ | ---------------- | -------------------- |
| Чоловіки | 3451    | 686                | 2442             | 323                  |
| Жінки    | 3796    | 680                | 2312             | 804                  |
| Разом    | 7247    | 1366               | 4754             | 1127                 |